# 近藤宗平
近藤 宗平（こんどう そうへい、1922年5月7日 - 2014年6月10日）は、日本の遺伝学者、大阪大学名誉教授。放射線ホルミシスの研究者。理学博士。

## 来歴
福岡県出身。京都帝国大学理学部物理学科（実験原子核物理専攻）卒。広島市への原子爆弾投下を受けて、学生として京大原爆物理調査班に参加、放射性物質で汚染された資料の採取、放射能の測定などを行う。核物理学から遺伝学、基礎医学への道へ進む。国立遺伝学研究所室長、大阪大学医学部放射線基礎医学教室教授、近畿大学原子力研究所教授などを歴任。大阪大学名誉教授、近畿大学原子力研究所特別研究員。放射線と健康を考える会会員。1958年 京都大学理学博士 「Thermodynamical fundamental equation for spherical interface」。
1986年、「人は放射線になぜ弱いか」で、第2回講談社科学出版賞受賞。高松宮妃癌研究基金学術賞、日本遺伝学会木原賞、放射線影響協会江藤記念賞、デンマークの国際光生物学会フィンセン・メダル等を受賞。2006年には、これまでの放射線影響研究などの貢献に対して、日本放射線影響学会から功労賞を受賞。
2014年6月10日午後10時7分、多臓器不全のため大阪府羽曳野市の病院で死去した。92歳没。

## ホルミシス説の展開
線形非閾値モデル（LNTモデル)を採用している国際放射線防護委員会（ICRP）を批判し、放射線は少しであれば、むしろ浴びたほうが健康によい影響を与えるとする説を積極的に展開しているが、1978年の「日本物理學會誌」では、マックス・デルブリュックによるショウジョウバエの研究を紹介し、その研究結果は被曝した線量に比例して突然変異が起こることを示し、さらに、線量率に依存しないことも示され、それらの結果を援用するシュレディンガーの考えに賛意を示していた。1985年に出版された『人は放射線になぜ弱いか』でも、初版の時点では、まだホルミシスという言葉も出てきていないが、1989年に電力中央研究所の服部禎男を委員長とするホルミシス研究委員会が発足し、電力中央研究所の依頼を受けて、委員会には、近藤のほか、東京大学の岡田重文や京都大学の菅原勉らとともに20名以上のメンバーが参加し、
各大学の医学部、生物学部との共同研究が行われようになった。次第に遺伝子の修復作用を重視する立場から、低線量における被曝影響を認めるLNTモデルに対する批判を強め、ホルミシス説の確立に向けた活動を精力的に行うようになっていった。
1993年に、放射線ホルミシス説を普及させるため、日本語ではなく、英文の著書「Health Effects of Low-level Radiation」を出版した。安全安心科学アカデミーによれば、この著書は広くヨーロッパの研究者にも知られるようになり、放射線ホルミシス提唱者Luckeyの著書よりも高い評価を受けたとしている。安全安心科学アカデミーによれば、近藤の活動もあって、ICRP1990年勧告において、ICRP加盟国の国内規制法令への取り入れの大幅な遅れが生じるなど、その波及効果は1990年以降の放射線リスク論争にも及んでいる、としている。日本では、「ICRP1990年勧告（Pub．60）の国内制度等への取入れについて」の放射線審議会が1998年にも行われている。
安全安心科学アカデミーは、近藤の提唱に対して、米国上院が動き始め、2000年に国家研究プロジェクトとして米国エネルギー省（DOE）のもとに低線量放射線研究プログラム（Low Dose Radiation Research Program）が設立された、と主張している。
2003年、核融合科学研究会の求めに応じて、委託研究報告書「低線量放射線の健康影響に関する調査」が発行され、序章、Ｉ章からⅣ章までを執筆担当した。

### ラドン温泉の研究
1992年、ラドン温泉のホルミシス効果を調べるために、国立がんセンターの祖父江友孝放射線研究部長、岡山病院の古本嘉明院長らとともに、鳥取県の三朝温泉地区の住民を対象にした疫学調査を行い、他の地区に比較して、1952年から1988年の癌死亡率が低いとする結論を見出した論文を日本癌学会の会報にて発表した。だがその後、近藤らは再調査を行い、調査期間や調査方法などを更新して分析した結果、高レベルのラドン地区と対照地区との死亡率の差は見られなかった。

### Radiation, Science, and Health, Inc.(RSH)
1996年に設立された米国のNPO団体、放射線・科学・健康協会（Radiation, Science, and Health, Inc.:RSH）において、ミズーリ大学名誉教授のトーマス・ラッキー（Thomas D. Luckey）、ピッツバーグ大学名誉教授のバーナード・コーエン（Bernard Cohen）、電力中央研究所の服部禎男等とともに創設メンバーの1人として理事を務めるなど国際的にも活動している。RSHはLNTモデルが誤りであると主張し、そのデータを提供し、放射線防護にはコストが掛かり過ぎるとして放射線防護に関する公共政策の見直しを目指している。RSHは、政府機関が放射線ホルミシスを含むデータを抑圧し、放射線の恐怖を助長している主張している。RSHでは放射線ホルミシス効果を支持する科学的データの収集を行い、放射線防護規制に対する抗議運動を活発に行っている。
1999年4月21日、後援にRSHを筆頭に各原子力関連の学会や放射線関連学会、協賛に電気事業連合会のサポートを得て、「低線量放射線影響に関する公開シンポジウム―放射線と健康」が東京の京王プラザホテルで開催され、「少しの放射線にはびくともしない人体―生体の防御機能はすばらしいー」というタイトルで講演を行った。講演では、アポトーシス、チェルノブイリ、DNA修復を例に、自然の数十倍程度の放射線ではリスクの蓄積はないとし、原爆の影響に対する発言もあった模様である。

### チェルノブイリ原発事故に対する見解
1986年に起きたチェルノブイリ原発事故による影響に関して、原爆症の研究結果などから甲状腺癌の発症は放射線による被曝後、通常、10年以上の潜伏期間があるため、わずか5年で影響が出るのは疑問が残るとし、放射能汚染による恐怖報道が過熱したために、放射線恐怖症が甲状腺腫瘍の発生を加速した可能性が高いとの見解を示している。ベラルーシのゴメリ州における発生異常については放射線の影響に否定的な見解で、本当に増えているなら、妊娠中のアルコール摂取で催奇性作用が常識として知られていることから、ウォッカの可能性が高いとしている。

### 原発事故後の本の改訂
『人は放射線になぜ弱いか』 はチェルノブイリ原発事故の起こる前年の1985年に、大阪大学を定年退職する記念として執筆し出版された。その後、1991年に出版された第2版では、サブタイトルを『弱くて強い生命の秘密』から『放射線恐怖症をやわらげる』に変更し、Ⅳ章の全面改訂を行ったほか、新たな章『Ⅵ章 原発事故放射能恐怖症に安らぎを』を設けて、チェルノブイリ事故に対する記述が加筆され、さらに、「序章 生命の根本をおそう放射線」、「序章 象牙の塔から市民の中へ―心の若返り」、「Ⅰ章 4節 チェルノブイリ原発事故」、「Ⅴ章 5節 ホルモンのような放射線のはたらき―ホルミシス効果」などが追加された。
1998年に出版された第3版『人は放射線になぜ弱いか 少しの放射線は心配無用』ではさらなる改訂が行われ、Ⅰ章2節「ジョン・ウェインの死」の削除、Ⅵ章8節「チェルノブイリの健康影響の一〇年後の真相」の追加など、ほかにも、全体的に大幅な加筆が行われている。章のタイトルも、第2版「Ⅲ章 人体は放射線になぜ弱いか」から第3版「Ⅲ章 人体は放射線に弱くて強い」へ、第2版「Ⅵ章 原発事故放射能恐怖症に安らぎを」から第3版「Ⅵ章 原発事故放射能にびくともしない人体」へと変更した。節のタイトルも、2版から3版への改訂では、Ⅱ章6節は「胎児期は放射線に弱い」から「胎児は放射線に弱いが少しならびくともしない」へ、Ⅱ章7節は「放射線による遺伝的影響」から「放射線による遺伝的影響は心配無用」などの変更が行われた。

## ホルミシス議論の論点
放射線の影響に関する研究が進展したため、近藤のホルミシス説の論拠として採用されていた主張に対する知見に対して、新たな研究結果が報告されてきている。近藤の主張の論拠と、それに対する最近の知見の両論を併記し、主な議論の相違点と進捗状況を以下にまとめる。
- 1987年に放射線影響研究所（放影研）の研究チームによって報告された原爆の影響研究から作成された図を見ると、100mGy以下であれば、放射線癌のリスクは存在しないことが示唆される。

2003年に米国DOEの低線量放射線研究プログラムによる支援等を受けて、PNASに発表された論文によれば、人の癌リスクの増加の十分な証拠が存在するエックス線やガンマ線の最低線量は、疫学データに基づくと、瞬間的な被曝では、10-50mSv、長期被曝では50-100mSvであることが示唆されている。さらに低線量における癌リスクを推定する最適な方法は、中間から極低線量まで線形外挿が最適な方法のようであるとしている。瞬間的な被曝の研究として原爆の被曝影響における調査では、5-125mSv（平均34mSv）で固形癌死亡率の有意な増加、5-100mSv（平均29mSv）で癌罹患率の有意な増加を示している。
2005年に国際がん研究機関のカーディスらによって発表された、15カ国の原子力産業の労働者、約40万人を対象にした後向きコホート研究（retrospective cohort study）による疫学調査によると、100mSv以下の低線量および低線量率の被曝における発癌の過剰リスク(excess risk)の存在を示唆する結果が報告されている。この調査では、原子力労働者全員が線量計を身につけて被曝線量を記録しているため、線量の推計に関してバイアスや不確実性の特定や定量化などの厳密な評価が可能となり、妥当性の評価の難しい比較的高線量の中性子や内部被曝の可能性のある被曝者を除外しているため、ここで得られた結果は系統的に線量の見積りに信頼性のある外部被曝のみに限定されてはいるが、被曝線量の推計に対する信頼性は非常に高い水準を確保している。
一方で、ホルミシス研究の先駆者であるトーマス・ラッキーは許容値として年間1Gyを掲げており、これは100mGyのさらに十倍の値である。電力中央研究所の服部禎男は、「自然放射線の100 倍を自由に被ばくできる健康センター施設を全国につくりたい」とし、そのためにはリミットをトーマス・ラッキーの示した年間1Gyが適当であると主張している。服部によれば、放射線量率が毎時100mSv（あるいは毎時1Sv）以下では癌にならないとの学者の研究発表があるとしている。
- 原子核物理学者バーナード・コーエンらによる米国の各郡ごとの生態学的研究（Ecological study）等によると、ラドンが肺癌の原因である直接の証拠は存在しない。
2003年、世界保健機関（WHO）のチームによるメタアナリシスの結果によれば、屋内ラドンによるリスクは線量に依存し、時間加重平均暴露値として150 Bq/m3あたり24 %の肺癌リスクの有意な増加を示唆した。
2004年に英国の疫学者サラ・ダービー（Sarah Darby）らによって発表された欧州9ヶ国の13の症例対照研究を対象にしたプール解析の結果は、線量応答反応はLNTモデルに従っており、200 Bq/m3以下のラドン濃度においても統計学的に有意な正の値で、100 Bq/m3（ランダム誤差を調整した暴露推定値）あたり16 %の肺癌リスクの増加を示した。対象には、喫煙歴の有無が分からないものは除外され、ここ30年間のラドン測定がされていないものも除外されている。
- 台湾では1982年から1984年に放射性物質であるコバルト60が建築資材に混入し学校やアパートの鉄筋に用いられ、約1万人が長期にわたって被曝したが、2004年に第14回環太平洋国際会議（PBNC）において発表された調査結果によると、1983-2002年の期間におけるアパートの居住者の癌死の発生は、台湾の一般公衆の自然発生的な癌死の発生のおよそ3%にまで激減し、先天性奇形も、一般人の発生のおよそ7%と劇的な低下を示した。従って、低線量慢性被曝は癌死亡を劇的に予防する。論文は2007年に「Dose Response」誌に掲載された。
2008年に発表された疫学調査の結果によると、追跡期間を1983-2005年、症例は国立癌登録で特定、各個人の行動様式から個人線量を推定、住民の受けた平均被曝線量は48mGy（中央値6.3mGy）とし、比例ハザードモデル（Proportional hazards model）を用いた解析から、慢性リンパ球性白血病を除いた白血病で、100mGyあたり1.19（95%CI 1.01-1.31）のハザード比（Hazard ratio）の有意な増加が観測され、乳癌で、100mGyあたり1.12（90%CI 0.99-1.21）のハザード比の増加傾向が観測されている。
民生マンションの被曝住民は、台湾原子力委員会を相手に起訴を起こし裁判が行われている。
- 原爆による被曝影響では白血病の発症が被曝から5年から10年後と早期の発症が確認されているが、Ivanov et al.(1996)の研究によると、1982年から1994年にかけて、チェルノブイリでは小児の白血病に対する顕著な傾向が見られない。原発事故で放射能を被曝したとしても、子どもの白血病の心配は無用である確証が得られた。
2011年に公表されたUNSCEAR 2008では、小児白血病に関して、Noshchenko et al. (2002)による1987年から1997年の期間を対象としたウクライナにおける小児白血病の研究が紹介されたが、Davisらの研究によると、ウクライナ以外では有意な関連が見られず、線量が非常に低いために、統計的検出力が小さいとしている。UNSCEAR 2008では、2008年度までの知見に基づいていたが、その後、2010年には、10mGy以上の被曝に対して、5歳未満時における小児の白血病のリスクに関して有意であるとする研究が報告されている。
- 長崎市への原子爆弾投下で、1970-1988年の統計データを用いた結果、0.5～1Gyの範囲で被曝した男性被曝者は長生き効果が与えられた。
2011年に発表された総説において、放影研の研究チームは寿命の短縮（Life Span Shortening）という節を設けて解説を行っており、原爆被爆者の平均余命は、被曝線量の増加に伴い、1Gyあたり約1.3年の短縮となり、1Gyの被曝時における平均余命の全損失に占める割合は、固形癌が約60%、癌以外の疾病が約30%、白血病が約10%と見積られている。
近藤の用いた手法は全体から特定部分のみのデータを用いるチェリー・ピッキング行為など、恣意的なデータ選択が指摘され、そのような特殊な選択を行わない場合、0.5-0.99Gyの線量での相対リスクの減少は見られず、むしろ増加を示している。
- 中国広東省陽江県には、自然放射線の高い地域があるが、1970～1986年間にわたる調査の結果、対照とした周辺地域に比べて、癌死亡率の低い傾向にあることが分かった。
調査期間を延長して調べた結果、対照とした周辺地区と高自然放射能地区の間で、癌死亡率の差は見られなかった。

## 研究・著作
- 近藤宗平『分子放射線生物学 放射線は生命にどうはたらくか』東京大学出版会、1972年。ASIN B000JA2MNE。
- 近藤宗平『生命を考える―遺伝子・進化・放射線』岩波書店 岩波現代選書―NS、1982年1月。ASIN B000J7REK8。
- 近藤宗平『人は放射線になぜ弱いか 弱くて強い生命の秘密』（第1版）講談社 ブルーバックス B-634、1985年12月。ISBN 4061326341。

近藤宗平『人は放射線になぜ弱いか 放射線恐怖症をやわらげる』（改訂新版）講談社 ブルーバックス B-860、1991年3月。ISBN 4061328603。
近藤宗平『人は放射線になぜ弱いか 少しの放射線は心配無用』（第3版）講談社 ブルーバックス B-1238、1998年12月。ISBN 4062572389。
- 近藤宗平『低線量放射線の健康影響』近畿大学出版局; 紀伊國屋書店、2005年11月。ISBN 487738233X。

論文・予稿・寄稿文
- 小林周, 近藤宗平「30G1」『日本物理学会春季分科会講演予稿集』第1957巻、日本物理学会、1957年、34頁、doi:10.11316/jpsgaiyob.1957.8.0_34、NAID 110002041249。
- 近藤宗平「12p-K-4 放射線線量測定」『日本物理学会年会講演予稿集』第14巻、日本物理学会、1959年、27-29頁、doi:10.11316/jpsgaiyoi.14.2.0_27、NAID 110002248623。
- 近藤宗平, 加藤武司「6p-C-4 生体ファントム内のX線エネルギースペクトルの変化」『日本物理学会年会講演予稿集』第15巻、日本物理学会、1960年、4頁、doi:10.11316/jpsgaiyoi.15.2.0_4、NAID 110002249331。
- 近藤宗平, 石和浩美「γ線による表面線量の深度変化 : 放射線物理」『日本物理学会春季分科会講演予稿集』第1961巻、日本物理学会、1961年、123頁、doi:10.11316/jpsgaiyob.1961.5.0_123、NAID 110002040499。
- 近藤宗平「環境の危険と遺伝子の自然治癒 (DNAの損害と修復)」『遺伝 : 生物の科学』第34巻第7号、エヌ・ティー・エス、1980年7月、4-9頁、ISSN 0387-0022、NAID 40000129656。
- 宮本紳平, 秦信輔, 草深竹史, 榎本隆之, 祖父江一至, 坂本幸哉, 近藤宗平, 野村大成「ウレタン誘発奇形に対する 13-trans-retinoic acid の抑制効果 : 関西支部 : 第33回日本肺癌学会関西支部会」『肺癌』第21巻第1号、日本肺癌学会、1981年3月、99頁、ISSN 03869628、NAID 110003103340。
- 近藤宗平「突然変異と癌化の関連--ショウジョウバエからヒトまで (癌′81) -- (遺伝)」『代謝』第18巻第8号、中山書店、1981年8月、961-968頁、ISSN 03721566、NAID 40002287271。
- 近藤宗平, 野村大成, 梁治子「発癌性突然変異を考える--マウスとショウジョウバエを中心に」『遺伝学雑誌』第57巻第3号、日本遺伝学会、1982年6月、321-336頁、ISSN 0021504X、NAID 40000133836。
- 近藤宗平「老化-3-進化と寿命」『臨床科学』第22巻第11号、エ-スア-ト、1986年11月、1438-1444頁、ISSN 03850323、NAID 40003764686。
- 近藤宗平「寿命はプログラムされている(特別講演) (第15回日本老年学会総会記録)」『日本老年医学会雑誌』第25巻第2号、日本老年医学会、1988年3月、97-104頁、ISSN 03009173、NAID 40003075850。
- 池田秀雄, 竹内基, 圓木稔幸, 渡邊重義, 伊藤哲夫, 藤川和男, 近藤宗平「イエギクhrysanthemum morifolium Ram.の成長におよぼす低線量中性子の影響」『近畿大学原子力研究所年報』第31号、近畿大学原子力研究所、1994年、1-5頁、ISSN 03748715、NAID 120005735299。
- 近藤宗平「ML-3 アポトーシス組織修復」『日本環境変異原学会大会プログラム・要旨集』第27号、日本環境変異原学会、1998年、33頁、NAID 110001709859。
- 野元諭, 欅田尚樹, 法村俊之, 権藤洋一, 勝木元也, 近藤宗平「5. 放射線被曝によるマウス催奇性障害におけるp53遺伝子の役割 (第12回産業医科大学学会総会学術講演会記録)」『産業医科大学雑誌』第17巻第1号、産業医科大学学会、1995年3月、59頁、ISSN 0387821X、NAID 110001260844。